# Никола Савинов
Никола А. Савинов или Савин е гръцки просветен деец от Македония, учител в Охридското гръцко училище и Солунската гръцка гимназия през XIX век.

## Биография
Никола Савинов е роден в град Охрид, тогава в Османската империя. До 1855 година учи в Атина. Връща се в Охрид и става подучител в Охридското гръцко училище. Заедно с Темелко Попстефаниев оказва безрезултатна съпротива на българизирането на охридските български училища. В 1866 година е назначен за учител в Солунската гръцка гимназия.